# Kamo (Nouvelle-Zélande)
Pour les articles homonymes, voir Kamo.
Kamo est une petite ville dans la région du Northland dans l’île du Nord de la Nouvelle-Zélande.

## Situation
Elle est située au nord de la ville de Whangarei (à approximativement  cinq minutes de voiture du centre-ville de Whangarei).

## Municipalités limitrophes
.

## Toponymie
Le nom māori signifie “ les yeux amarrés ("eyelash") , mais il a aussi été dit que cela signifiait "to bubble up" (faire bouillir), en se référant aux printemps particulièrement chauds dans cette région .

## Géographie
Le mont Parakiore est un dôme volcanique s’élevant à 391 m, situé au nord-ouest de la ville. 
Il date d’environ un million d’années et fait partie de la faille de Harbour Fault, qui inclut aussi le mont Hikurangi près de la ville d’Hikurangi, et de Parahaki à proximité de Whangarei.
Le mont Hurupaki (en) est un pic volcanique situé à 1,5 kilomètre du centre-ville.

## Population
La population de la ville était de 7 038 habitants lors du recensement de 2013 en Nouvelle-Zélande .

## Histoire
Les mines de charbon furent l’industrie initiale de la région. 
Le creusement de tunnels commença initialement en 1875, mais il n’était pas très pratique de transporter le charbon sur les routes non goudronnées vers les quais de Whangarei .
Ce fut ainsi que fut installée l’une des premières lignes de chemin de fer de la région du Northland. 
Ce chemin de fer existe toujours et fait partie de la ligne ligne du Nord d’Auckland (en). 
La mine ferma en 1955, avec ses conséquences économiques .
La limonite (minerai de fer de qualité moindre que l’hématite) fut aussi extraite dans le secteur de Kamo .
Une église méthodiste fut construite en 1881, l’église anglicane dite ‘de Tous les Saints’ en 1886, ainsi que l’église presbytérienne en 1911. 
Une première église catholique romaine de la région de Whangarei, ouvrit à Kamo vers 1881.
Kamo devint la ville du Conseil de District en 1884, avec alors une population de 410 habitants, soit à peine moins que la ville de Whangarei elle-même.

## Caractéristiques
La ville était connue pour ses printemps chauds au début du XXe siècle, bien que plusieurs personnes soient mortes de suffocation dans des bains couverts entre 1901 et 1920 .
L’eau riche en fer fut vantée pour ses effets toniques sur la santé .
Au début des années 1960, les limites de la ville de Whangarei s’étendirent pour inclurent la ville de Kamo .

## Éducation
- L’école Kamo High School est un établissement secondaire  (accueillant les enfants des années 9 à 13, avec un effectif d’approximativement 1470 élèves en février 2009[14].

L’école fut fondée en 1960. 
- L’école de Kamo Intermediate est une école dite intermédiaire accueillant les enfants des années 7 et 8, avec un effectif de 637 élèves[16].

Cette école est en rivalité avec les deux autres écoles voisines, de Whangarei Boys' High School et Whangarei Girls' High School.
- l’école Kamo Primary,
- l’école Totara Grove et
- l’école Hurupaki

contribuent à l’enseignement primaire, allant des années 1 à 6, avec des effectifs respectivement de : 395 élèves, de 194 élèves  et 329 élèves.
- L'Excellere College, qui est dans la commune voisine de Spring Flat est une école d’État, intégrée, composite, allant des niveaux 1 à 15, avec un effectif de 191 élèves[20].

Toutes ces écoles sont mixtes. Totara Grove a un taux de décile de  2, Hurupaki School a un taux de décile de 8. Les autres écoles ont un décile de 5.
- L'école de Kamo Primary a ouvert en juillet 1873 au sein d’une maison privée. Elle a grossi jusqu’à 64 élèves au moment où elle s’est déplacée vers Kamo Public Hall en 1877[21] puis dans ses propres locaux en 1881.

En 1946, elle se déplaça vers le site actuel. 
Les élèves les plus âgés furent séparés vers Kamo Intermédiaire en 1964.
- L'école de Kamo East a ouvert en 1966, et fut plus tard renommée Totara Grove School[2].

## Personnalités notables
All Blacks :
- Bunny Finlayson,
- Bevan Holmes et
- Ian Jones joua au Kamo Rugby Club comme le joueur du Auckland Blues
- Justin Collins et
- le  coach  de Auckland Blues  Peter Sloane (en).
- Michael Hill (en) (Joailler et entrepreneur) suivit les cours du Kamo High School.
- Ross Ihaka, récipiendaire du Pickering Award et cofondateur du langage de programmation R, a suivi l’enseignement du  Kamo High School.
- Park Kyung: un rappeur et compositeur du groupe sud-coréen :Block B, a suivi les cours du  Kamo High School.